# Municipio de Helena (Minnesota)
El municipio de Helena (en inglés: Helena Township) es un municipio ubicado en el condado de Scott en el estado estadounidense de Minnesota. En el año 2010 tenía una población de 1648 habitantes y una densidad poblacional de 18,71 personas por km².

## Geografía
El municipio de Helena se encuentra ubicado en las coordenadas 44°35′16″N 93°35′43″O / 44.58778, -93.59528. Según la Oficina del Censo de los Estados Unidos, el municipio tiene una superficie total de 88.1 km², de la cual 84.81 km² corresponden a tierra firme y (3.73%) 3.29 km² es agua.

## Demografía
Según el censo de 2010, había 1648 personas residiendo en el municipio de Helena. La densidad de población era de 18,71 hab./km². De los 1648 habitantes, el municipio de Helena estaba compuesto por el 96.54% blancos, el 0.18% eran afroamericanos, el 0.61% eran amerindios, el 1.33% eran asiáticos, el 0.18% eran isleños del Pacífico, el 0.18% eran de otras razas y el 0.97% pertenecían a dos o más razas. Del total de la población el 1.33% eran hispanos o latinos de cualquier raza.